# Erythroxylum engleri
Erythroxylum engleri är en tvåhjärtbladig växtart som beskrevs av Otto Eugen Schulz. Erythroxylum engleri ingår i släktet Erythroxylum och familjen Erythroxylaceae. Inga underarter finns listade i Catalogue of Life.